# Kadıköy, Uzunköprü
Kadıköy là một xã thuộc huyện Uzunköprü, tỉnh Edirne, Thổ Nhĩ Kỳ. Dân số thời điểm năm 2011 là 232 người.